# Aphonopelma johnnycashi
Aphonopelma johnnycashi este o specie de tarantulă, din familia Theraphosidae. A fost descoperită în anul 2015 lângă Închisoarea Folsom, în California. Numele său specific a fost conferit în onoarea lui Johnny Cash, a cărui piesă Folsom Prison Blues a adus faimă închisorii. Masculii maturi sunt în general negri, iar Johnny Cash era de asemenea cunoscut sub numele de „Bărbatul în negru”.